# Noorderkerk (Middelburg)
De Noorderkerk was een protestants kerkgebouw in de Nederlandse stad Middelburg, gebouwd in 1888, aan de Bogardstraat. De kerk werd gebouwd in opdracht van de Dolerenden, met hen ging de kerk later over naar de Gereformeerde Kerk. Door ernstig verval en gebrek aan ruimte werd in de jaren zestig een nieuwe kerk gebouwd, de Getuigeniskerk, de Noorderkerk werd daarna verkocht aan de Rijksgebouwendienst. Deze dienst besloot in 1985 tot sloop van het gebouw, enkel het onderste deel van de voorgevel bleef bewaard.

## Geschiedenis
De dolerende kerk in Middelburg vond haar oorsprong bij dominee P.J.W. Klaarhamer, predikant in de Nederlands Hervormde Kerk. Nadat hij op 8 maart 1887 werd geschorst sloot hij zich aan bij de Nederduitsche Gereformeerde Kerk (dolerende). Met hem verlieten vier ouderlingen en drie diakenen de Hervormde Kerk, samen vormden zij de nieuwe kerkenraad. Het was de eerste dolerende kerk in Zeeland, maar Klaarhamer zou in de provincie spoedig meerdere kerken institueren. Aangezien ze geen eigen kerkgebouw hadden werd er snel besloten tot bouw van een kerk in de Bogardstraat. Besloten werd om deze kerk Noorderkerk te noemen, zowel als een referentie naar de voormalige Noordmonsterkerk die achter de Bogardstraat stond, als naar het feit dat het de meest noordelijke gereformeerde kerk in Middelburg was. Dit was echter van korte duur toen in 1892, aan het Hofplein de Hofpleinkerk werd gebouwd. De kerk werd gebouwd door aannemer D. Bijl voor een bedrag van 15.470 gulden. Op vrijdag 30 maart, 1888, werd de eerste dienst gehouden in de Noorderkerk, Klaarhamer preekte over Lukas 23:46 en Johannes 19:31-37. Tussen afscheiding en ingebruikname van het nieuwe kerkgebouw kwam de gemeente wisselend samen in de Oostkerk, Koorkerk of Nieuwe Kerk.
In 1892 ging de NGK (dolerende) in principe samen met de christelijk gereformeerde kerk naar een besluit van een gemeenschappelijke synode, gehouden in Amsterdam. Hierdoor ontstonden in Middelburg de Gereformeerde Kerk A (Gasthuiskerk), Kerk B (Hofpleinkerk) en Kerk C (Noorderkerk). Na vele besprekingen kwamen de drie kerken in 1917 definitief samen. De Hofpleinkerk en Noorderkerk lagen slechts 150 meter van elkaar vandaan. Het ledental van het kerkgenootschap nam vanaf 1937 toe. Hierdoor kon het gebeuren dat, wanneer er in een kerk geen vrije zitplaatsen meer waren, er naar de andere kerk werd gesneld om te kijken of daar nog plekken waren.
In 1930 werd de Hofpleinkerk vervangen voor een nieuw gebouw met meer zitplaatsen, maar daartegenover stond dat in 1936 de Gasthuiskerk werd verkocht aan de Christelijk Gereformeerde Kerk. Door groei van stad en kerk, de nadelige ligging van de kerken, ook jegens elkaar, gebrek aan vergaderruimte en ernstig verval van de bouwkundige staat van de Noorderkerk waardoor in dit gebouw per zondag slechts één dienst gehouden kon worden, werd besloten de Noorderkerk af te stoten en een nieuwe kerk te bouwen. Deze plannen werden concreet aan het begin van de jaren zeventig en op vrijdag 1 maart, 1966, kon de nieuwe Getuigeniskerk in gebruik genomen worden. In september 1967 werd de Noorderkerk definitief afgestoten en verkocht aan de Rijksgebouwendienst.

## Sloop
Door de lange leegstand raakte het gebouw zo in verval dat in de zomer van 1985 besloten moest worden om de kerk te slopen. De vrijkomende ruimte zou gebruikt worden voor een uitbreiding van het gerechtshof, dat toen in het huidige Zeeuws Archief aan het Hofplein achter de kerk was gelegen in het Van de Perrehuis. Omdat het kerkgebouw geen rijksmonument was gaf de gemeente Middelburg de sloopvergunning zonder problemen af, op voorwaarde dat het terrein niet in gebruik zou komen als parkeerplaats. Verder werd het onderste deel van de gevel behouden. Het puin zou gebruikt worden om een terrein op Arnestein te verharden en daar een busremise te bouwen voor de ZWN.

## Ontwerp
De kerk telde 1.100 zitplaatsen in een ruimte van ongeveer dertig meter lang. De breedte was tot de helft van de kerk veertien meter, maar werd daarna smaller tot 8,25 meter. De hoogte tot het laagste punt van het plafond was 10,5 meter, de hoogte van de nok was 15 meter. 700 zitplaatsen stonden in het schip en 400 plaatsen waren op de galerij welke bereikbaar was via drie trappen. De hoofdingang van de kerk lag aan de Bogardstraat, verder er waren er twee ingangen aan de branderijgang naast de kerk en een nooduitgang aan de achterkant.